# Material circulante no Metropolitano de Londres A60 e A62
O Material A60 é uma classe de trens de sub-superfície do Metro de Londres, e foi construído em 1960 por Cravens de Sheffield para a extensão da electrificação de Amersham.O material A62 é um lote de unidades quase idênticas, construído em 1962 para serviços em Uxbridge.